# شعوانه ابلیه
شعوانه ابلیّه از زنان صوفی و عارف قرن دوم هجری اهل ابلّه بود.
شعوانه در بصره مجلس تدریس معارف داشت و وعظ می‌گفت، و عابدان زن و مرد در مجالس وی حاضر می‌شدند.
وفاتش سال ۱۸۷ هجری (۸۰۳ میلادی) ذکر شده.